# Крозоне (Верона)
Крозоне је насеље у Италији у округу Верона, региону Венето.
Према процени из 2011. у насељу је живело 47 становника. Насеље се налази на надморској висини од 41 м.